# Katastrofa lotnicza w Ajn Karsza
Katastrofa lotnicza w Ajn Karsza – katastrofa lotnicza samolotu Lockheed C-130 Hercules Algierskich Sił Powietrznych, do której doszło w okolicach miasta Ajn Karsza, 11 lutego 2014 roku. W wyniku katastrofy, śmierć poniosło 77 osób (73 pasażerów i 4 członków załogi), a jeden z pasażerów przeżył.
Lockheed C-130 Hercules, który uległ katastrofie został wyprodukowany w 1982 roku. Feralnego dnia maszyna wykonywała lot z Warkali do Konstantyny, a na jej pokładzie znajdowali się żołnierze algierskiej Narodowej Armii Ludowej oraz ich rodziny, którzy wracali do swojej macierzystej bazy wojskowej. 
Do katastrofy doszło w trakcie podchodzenia do lądowania w Konstantynie. W momencie zdarzenia, w okolicy panowały złe warunki atmosferyczne – wiał silny wiatr, padał śnieg oraz panowała lekka mgła. Samolot rozbił się na górze Dżebel Fertas, położonej 37 kilometrów od Konstantyny. Maszyna na skutek uderzenia przełamała się na trzy części. Przybyli na miejsce tragedii ratownicy odnaleźli tylko jednego ocalałego z katastrofy.  
W wyniku tej tragedii w Algierii ogłoszono trzydniową żałobę narodową.